# 5 000 mètres masculin aux championnats du monde d'athlétisme 2001
Navigation
Séville 1999 Paris 2003
L'épreuve du 5 000 mètres masculin des championnats du monde d'athlétisme 2001 s'est déroulée les 6 et 10 août 2001 au stade du Commonwealth d'Edmonton, au Canada. Elle est remportée par le Kényan Richard Limo.

## Résultats

### Finale
| Rang               | Athlète            | Pays       | Temps          | Notes |
| ------------------ | ------------------ | ---------- | -------------- | ----- |
| Médaille d'or      | Richard Limo       | Kenya      | 13:00 s 77     |       |
| Médaille d'argent  | Million Wolde      | Éthiopie   | 13 min 03 s 47 |       |
| Médaille de bronze | John Kibowen       | Kenya      | 13 min 05 s 20 |       |
| 4                  | Alberto García     | Espagne    | 13 min 05 s 60 |       |
| 5                  | Ismaïl Sghyr       | France     | 13 min 07 s 71 |       |
| 6                  | Sammy Kipketer     | Kenya      | 13 min 08 s 46 |       |
| 7                  | Abiyote Abate      | Éthiopie   | 13 min 14 s 07 |       |
| 8                  | Hailu Mekonnen     | Éthiopie   | 13 min 20 s 24 |       |
| 9                  | Marius Bakken      | Norvège    | 13 min 22 s 07 |       |
| 10                 | Adam Goucher       | États-Unis | 13 min 24 s 00 | SB    |
| 11                 | Driss El Himer     | Maroc      | 13 min 28 s 14 |       |
| 12                 | Mohammed El Amyn   | Maroc      | 13 min 28 s 90 |       |
| 13                 | Mohamed Said Wardi | Maroc      | 13 min 43 s 40 |       |
| 14                 | Isaac Viciosa      | Espagne    | 14 min 01 s 32 |       |
| —                  | Ali Saïdi-Sief     | Algérie    | DQ             |       |

## Légende
Records et Performances
- AR : Record continental (area record)
- CR : Record des championnats (championship record)
- MR : Record du meeting (meet record)
- NR : Record national (national record)
- OR : Record olympique (olympic record)
- PR : Record paralympique (paralympic record)
- PB : Record personnel (personal best)
- SB : Meilleure performance personnelle de la saison (season's best)
- WL : Meilleure performance mondiale de l'année (world leader)
- WJR : Record du monde junior (world junior record)
- WR : Record du monde (world record)

Circonstances et Conditions
- DNF : N'a pas terminé (did not finish)
- DNS : N'a pas pris le départ (did not start)
- DQ : Disqualification (disqualification)
- NM : Aucun essai valable enregistré (No Mark)
- Q : Qualifié « directement » au prochain tour (ou à la prochaine compétition), lors d'une compétition majeure, grâce au classement ou à la réalisation des minima (automatic qualifier)
- q : Qualifié au prochain tour (ou à la prochaine compétition), lors d'une compétition majeure, grâce au repêchage ou à la réalisation de l'une des meilleures performances parmi celles des « non qualifiés directement » (grâce au meilleur temps ou à la meilleure distance par exemple) (secondary qualifier)